# Lars Boëthius
Lars Daniel Boëthius, född 23 september 1903 i Stockholm, död 10 januari 1968 på Viksberg i Salem (men folkbokförd i Maria Magdalena församling, Stockholm), var en svensk konstnär. Han var son till sjökaptenen Daniel Boëthius och hans hustru Hedvig född Larsson. Han var kusinbarn till Bertil, Axel och Gerda Boëthius.
Boëthius studerade vid Althins målarskola 1920–1921 och sedan vid Konsthögskolan 1921–1923. Han debuterade i en samlingsutställning 1927 på Svensk-franska konstgalleriet tillsammans med bland andra Knut Janson och Sven Erixson, och han medverkade i samlingsutställningar där även de följande åren 1928–1931. Debuten blev väl mottagen i pressen. Dagens Nyheters konstrecensent Tor Hedberg framhöll att "Lars Boëthius är en kolorist med friska och djärva anslag". Svenska Dagbladets Karl Asplund stämde in i det positiva omdömet vid den påföljande utställningen 1928, där han särskilt uppskattar Boëthius känsla för stämningar och konstaterar vidare att "Han går icke i någon av de kända målarnas fotspår, men har i ovanligt hög grad för en debutant känslan av eget studium och egen vilja". När Nationalmuseum 1930 ägnade en utställning åt de svenska modernisterna, med Isaac Grünevald och Nils Dardel i spetsen, så var även Boëthius representerad med tre oljemålningar, en utställning som sedan gick ut på turné till övriga Sverige. Boëthius höll sin första egna separatutställning på Galerie Moderne i Stockholm 1933, som följdes av utställningar i Gävle 1942 och Örnsköldsvik 1945. På salongen Modern konst i hemmiljö medverkade han 1938 och 1939 i samlingsutställningar tillsammans med bland andra Sigrid Hjertén, Isaac och Iván Grünewald, Einar Jolin och Otte Sköld, och 1940 hade han en separatutställning i samma konstsalong. Han medverkade också i HSB:s utställning "God konst i alla hem" 1941 och 1943.
I sina Stockholmsmotiv, stilleben och interiörmotiv målade på 1920-talet anknyter Boëthius till Smedsuddskoloristernas av naivismen influerade uttryck. Efter en studieresa till Paris 1930 blev hans färger dovare, och hans stil mer expressionistisk, vilket främst märktes i hans stadsmotiv från denna period, där storstadsmiljöerna framstår som mer ångestladdade och mörka. I utställningen 1938 på Modern Konst i hemmiljö återkom den lyriska tonen från hans tidiga oljemålningar. Det dova och hårda dragen som präglade hans måleri under 1930-talets första del hade nu bytts ut mot en mjukare och mer målerisk stil som han sedan kom att hålla fast vid. Hans målningar från den här tiden och framåt skildrar ofta ljuset och diset i det blonda nordiska landskapet, gärna med motiv från skärgården och havet där han fångar ljusets spel över moln och vatten. Han målade företrädesvis i olja och är främst känd för sina landskapsskildringar från skärgården och Stockholmsmotiven, men han målade även porträtt och stilleben, som präglas av hans känsliga kolorit.
Boëthius var född och uppvuxen i Stockholm och levde där fram till sin förtidiga död i januari 1968, som inträffade till följd av en brand i södra flygeln på Viksbergs herrgård nära Södertälje, där han tillfälligtvis bodde och disponerade en ateljé tillsammans med konstnären Vera Forssell, som också omkom i branden. En minnesutställning över Boëthius hölls senare samma år på Viksberg, som då ägdes av konsthandlaren Nils Ljung och bland annat användes för utställningar och auktioner. 
Boëthius var gift två gånger, första gången 1925–1933 med Ingrid Strandberg, och andra gången 1936–1949 med Elvira (Wera) von Zeipel.
Han var medlem av Konstnärernas riksorganisation. Han är representerad i bland annat Moderna museet, Göteborgs konstmuseum, Länsmuseet Gävleborg och Norrköpings konstmuseum.
Lars Boëthius är gravsatt i kolumbariet vid Högalidskyrkan i Stockholm.

### Internetresurser
- Konstnärslexikonett amanda - en del av kultur1.

### Fotnoter
1. ↑   Sveriges dödbok 9, 1815-2022. Multimedium. Sveriges Släktforskarförbund. 2023. Libris p7r39b8bm406gwwp
2. ↑  Tor Hedberg (11 december 1927). ”Konstutställningar”. Dagens Nyheter. https://arkivet.dn.se/sok?q=%22Lars%20Bo%C3%ABthius%22&from=1864-12-23&sort=oldest&to=2025-01-10. Läst 10 januari 2025.
3. ↑  Karl Asplund (22 oktober 1928). ”Unga konstnärer”. Svenska Dagbladet. https://www.svd.se/arkiv/1928-10-22/6/SVD. Läst 10 januari 2025.
4. ↑  Tor Hedberg (18 september 1930). ”Konstkrönika”. Dagens Nyheter. https://arkivet.dn.se/sok?q=%22Lars%20Bo%C3%ABthius%22&from=1864-12-23&sort=oldest&to=2025-01-10. Läst 10 januari 2025.
5. ↑  ”Två innebrända i 1700-talsslott. Räddare skadad”. Svenska Dagbladet. 11 januari 1968. https://www.svd.se/arkiv/1968-01-11/3/SVD. Läst 10 januari 2025.
6. ↑  ”Vigde”. Svenska Dagbladet. 16 april 1925. https://www.svd.se/arkiv/1925-04-16/2/SVD. Läst 10 januari 2025.
7. ↑  ”Vigda”. Dagens Nyheter. 17 april 1936. https://arkivet.dn.se/sok?q=%22wera%20von%20zeipel%22&from=1864-12-23&sort=newest&to=2025-01-09. Läst 10 januari 2025.
8. ↑  ”Moderna museets samling”. https://sis.modernamuseet.se/sv/search/Lars%20Boethius. Läst 10 januari 2025.
9. ↑  Göteborgs konstmuseum
10. ↑  ”DigitaltMuseum.se”. https://digitaltmuseum.se/021048371424/fonsterbordet-malning. Läst 10 januari 2025.
11. ↑  Norrköpings konstmuseum. (2000). Norrköpings konstmuseum : katalog. Norrköpings konstmuseum. ISBN 91-88244-22-9. OCLC 186037488. https://www.worldcat.org/oclc/186037488. Läst 26 mars 2020
12. ↑  ”SvenskaGravar”. https://www.svenskagravar.se/gravsatt/ff2093c7-6838-4c35-ac35-0c7ee1adc481. Läst 10 januari 2025.